# Valentín Cabello
Valentín Cabello Rayo (Talarrubias, 15 de mayo de 1909 - Badajoz, 17 de mayo de 1941) fue un político socialista y militar leal a la República en la Guerra Civil, ejecutado víctima de la represión durante la dictadura franquista
Hijo de Bernardo Cabello Ramiro, que fue alcalde de la localidad pacense de Talarrubias, con la sublevación militar que dio inicio a la Guerra Civil se incorporó voluntario al Ejército Popular de la República, dentro de la 41ª Brigada Mixta junto con su hermano. Permaneció en el frente de Madrid hasta el final de la guerra, alcanzando el grado de capitán. Tras regresar a su localidad natal, fue detenido, juzgado en consejo de guerra y condenado a muerte, siendo ejecutado en la prisión provincial de Badajoz. Su padre fue también ejecutado en una saca de presos en 1939.